# Sar Kūbeh
Sar Kūbeh (persiska: سَر كُّبِه, سِر كوبِه, سر كوبه) är en ort i Iran.   Den ligger i provinsen Markazi, i den centrala delen av landet, 240 km sydväst om huvudstaden Teheran. Sar Kūbeh ligger 1 843 meter över havet och antalet invånare är 300.
Terrängen runt Sar Kūbeh är platt söderut, men norrut är den kuperad.Runt Sar Kūbeh är det ganska tätbefolkat, med 67 invånare per kvadratkilometer. Närmaste större samhälle är Khomeyn, 17,0 km söder om Sar Kūbeh. Trakten runt Sar Kūbeh består i huvudsak av gräsmarker.